# Heinrich Mark
Heinrich Mark (Krootuse, 1 de octubre de 1911-Estocolmo, 2 de agosto de 2004), fue un funcionario y político estonio,  primer ministro del Gobierno de Estonia en el exilio (1971-1990), y Presidente de la República (1990-1992). Mark fue el último Presidente en el exilio hasta la restauración de la independencia Estonia en 1991.